# SegaNet
A SegaNet, também chamada de Dreamarena na Europa, foi um serviço de internet da Sega para os consoles Sega Saturn (somente no Japão) e Dreamcast.

## História

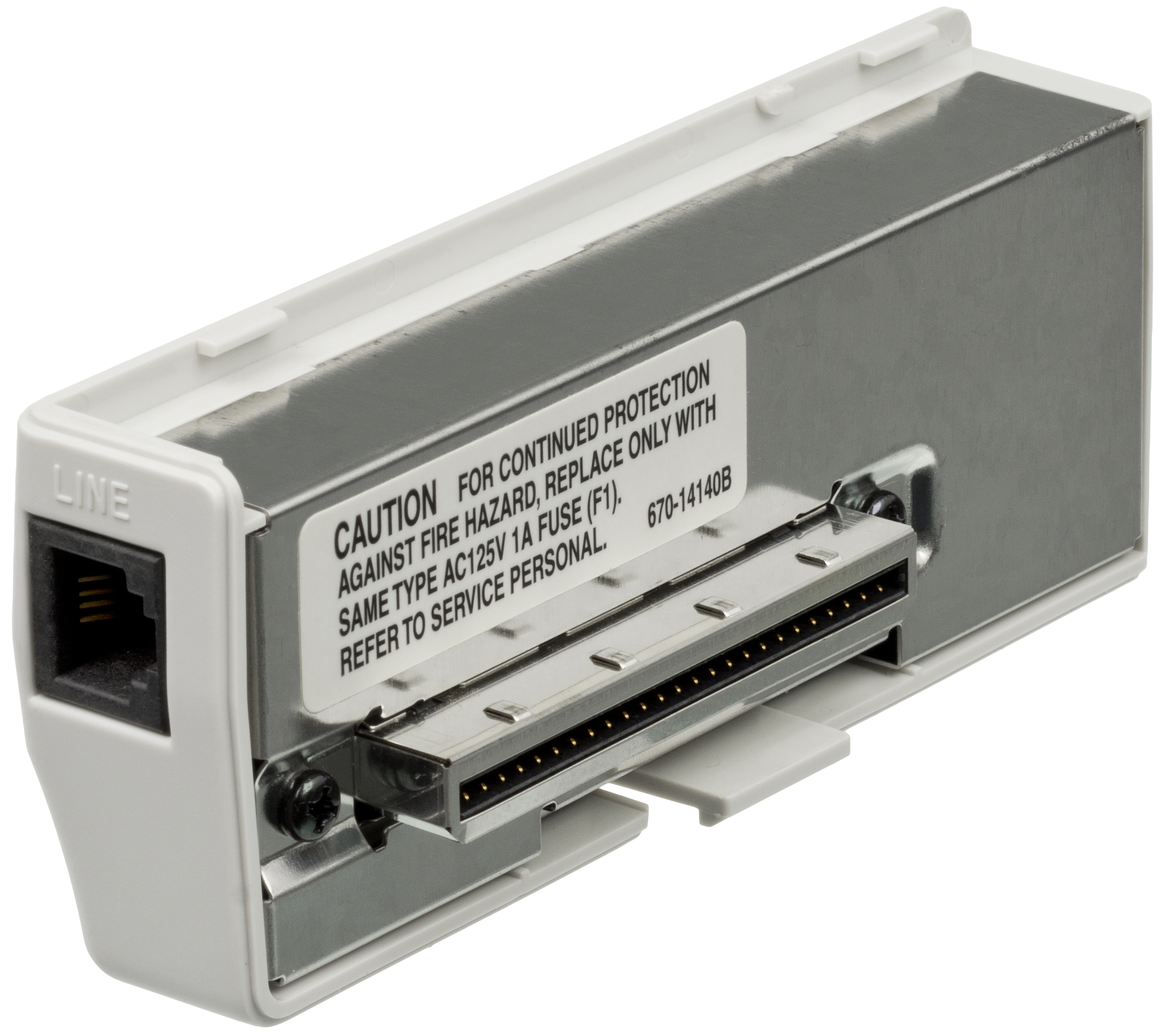
Modem Adapter do Dreamcast.

O serviço foi lançado para o Dreamcast em 10 de setembro de 2000, em pouco mais de um mês, em 27 de outubro do mesmo ano já tinha 1,55 milhões de consoles conectados (750 mil no Japão, 400 mil na Europa e 400 mil nos Estados Unidos), o serviço foi encerrado em 23 de julho de 2001 , apenas 11 meses após o lançamento, na Europa o serviço continuou até março de 2003.